# Јорквил (Охајо)
Јорквил (енгл. Yorkville) град је у америчкој савезној држави Охајо.

## Демографија
По попису из 2010. године број становника је 1.079, што је 151 (-12,3%) становника мање него 2000. године.
| Група             | 2000.         | 2010.         |
| Белци             | 1.193 (97,0%) | 1.058 (98,1%) |
| Афроамериканци    | 20 (1,6%)     | 15 (1,4%)     |
| Азијати           | 0 (0,0%)      | 0 (0,0%)      |
| Хиспаноамериканци | 4 (0,3%)      | 1 (0,1%)      |
| Укупно            | 1.230         | 1.079         |